# Speziale

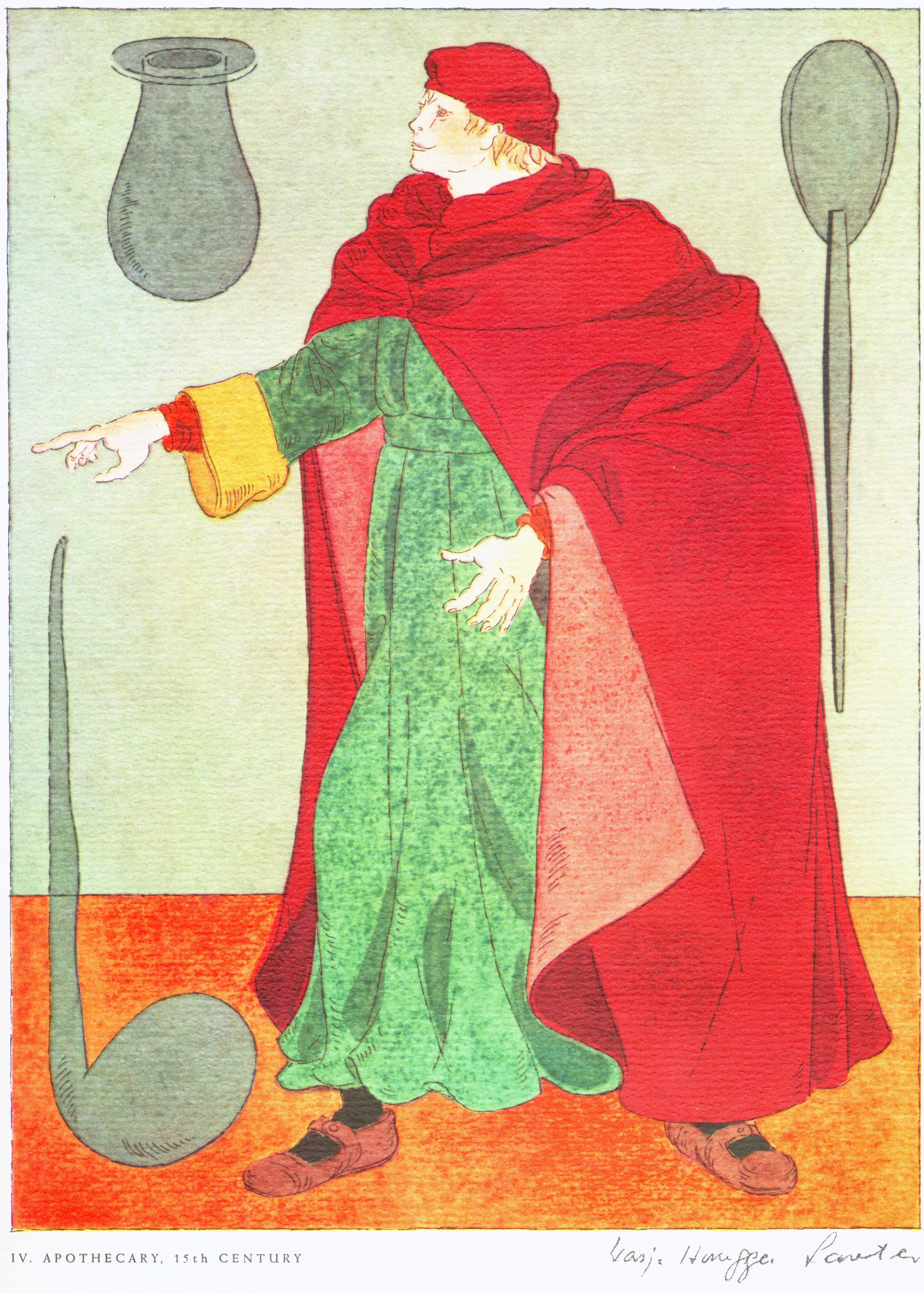
Lo speziale nel XV secolo

Lo speziale nel medioevo era colui che si occupava della preparazione delle medicine, solitamente aveva una bottega, definita spezieria, all'interno della quale effettuava anche attività di vendita delle spezie e delle erbe medicinali.
Nella bottega dello speziale si trovavano inoltre i profumi ed essenze, i colori usati in pittura e dai tintori, la cera e le candele, la carta e l'inchiostro e spesso anche dolci speziati preparati dallo speziale stesso.
L'attività dello speziale era, in epoca medievale, una delle più redditizie.

## Storia
In epoca comunale gli speziali erano raggruppati in corporazioni o arti, l'Arte dei Medici e Speziali è una delle sette arti maggiori delle corporazioni di età comunale (XIV secolo). Tra i suoi soci più illustri possiamo ricordare Dante Alighieri. La corporazione aveva il compito di controllare che l'attività venisse svolta da speziali effettivamente preparati e competenti.
Tommaso Garzoni consigliava, proprio all'inizio del Cinquecento, per l'apertura e la gestione di una spezieria, una serie di strumenti, quali le vatine, i vasi, i boccali, le scatole, le bilance, le spatole, i mortai, i torchi. Consigliava anche i medicamenti suddividendoli in semplici o composti e interni; questi ultimi erano quelli che dovevano sedare il dolore, e venivano usati contro i mali mortiferi (i rimedi più diffusi erano il mitridate e la teriaca, ma si usavano purghe di succo di rose e sciroppi di liquirizia e di radicchio); i medicamenti esterni consigliati erano gli oli di mandorle, di ginepro, di noce.
Facendo un salto in avanti di due secoli, nel 1763 G.B. Capello sosteneva che le azioni primarie dello speziale fossero pestare, lavare, infondere, cuocere, distillare, comporre i composti e conservarli, conoscere la grammatica e la scienza medica.
Nell'Ottocento A. Campana avvisava che lo speziale doveva conoscere a tutti i costi anche la chimica, altrimenti avrebbe potuto aprire solo una drogheria.
Nascono così le prime vere scuole di Farmacia ed è in questo periodo che inizia a tramontare l'antico nome di speziale ed inizia ad imporsi quello di farmacista (cioè colui che esercita l'arte della farmacopea, ovvero della preparazione dei farmaci), ma ancora nel XX secolo troviamo isolate figure di speziali, come quella del celebre Zambuten, a Forlì.